# 角田大河
角田 大河（つのだ たいが、2003年5月21日 - 2024年8月）は、日本中央競馬会（JRA）に所属していた元騎手である。父は同じくJRA所属の調教師である角田晃一、兄も同じくJRA所属の騎手である角田大和。

## 来歴
兄の大和は実父が営む厩舎に所属したが、大河は同じ栗東トレーニングセンターで開業する先輩騎手の石橋守に預けられ、38期生として競馬学校卒業を迎える。
同期には、今村聖奈、佐々木大輔、西塚洸二らがいる。
2022年3月5日、阪神1Rでメイショウソウゲツに騎乗してデビューして1着、初騎乗・初勝利を飾った。続く阪神2Rもメイショウトールに騎乗して1着となり、栗田伸一・福永祐一に並び史上3人目となるデビュー2連勝を達成した。

7月3日、同期の今村聖奈がテイエムスパーダに乗って芝1200mのJRAレコードを打ち立て重賞初騎乗初制覇を達成したCBC賞で、大河も重賞初騎乗（騎乗馬シホノレジーナ、14着）。
12月18日の朝日杯フューチュリティステークスでウメムスビに騎乗し、今村よりも2節早くGI初騎乗を果たす（15着）。この年は36勝を挙げ、新人騎手特別賞を受賞した。
2023年3月25日のGIII毎日杯でシーズンリッチに騎乗して1着となり、デビュー2年目にして重賞初制覇を達成した。
2024年8月10日、JRAより死去したことが発表された。死没日・死因等は遺族の意向により公表されていない。21歳没。令和デビューの騎手では初の物故者となった。落馬事故以外での騎手の死去は中央競馬では2015年2月に死去した後藤浩輝以来となる。
当時、自身初の「北海道シリーズ」に参戦していたが、函館競馬場で自身が起こした不祥事に関して8月2日午前10時に行われたJRA側の事情聴取を最後に、同日午後より連絡が取れなくなっていた。9日夜に親族から連絡があったことにより、JRA側が角田の死去を把握した。JRAウェブサイト上の「引退騎手名鑑」では9日を騎手引退日としている。

## 不祥事
- 2023年5月3日、騎手控室でのスマートフォンの使用により、同年5月13日から6月11日まで30日間の騎乗停止となった[14]。
- 2024年8月1日20時30分頃、同乗者1名を乗せて自身が運転する乗用車で函館競馬場内の芝コースに侵入し走行した。通報を受けたガードマンにより制止されたが、芝コースの一部を損傷させた。事情聴取に対し飲酒は否定したが、同日行われた函館港まつりの花火大会を見るために行ったことを説明した。JRAは翌2日、角田大河に対し「本会の騎手として重大な非行があったものと認められる」として、日本中央競馬会競馬施行規程第148条第2項により本事案について裁定委員会に送付するとともに、同条第4項により同年8月3日から裁定委員会の議決があるまで騎乗停止処分となった[10][15][16]。その後、先述の通り角田の死去により騎手免許取消となったことにより、同年9月13日、JRAは本件に関する裁定委員会の開催を取り止めることを決定した[17]。

## 騎手成績
|                | 日付           | 競馬場・開催  | 競走名                  | 馬名               | 頭数 | 人気 | 着順 |
| -------------- | -------------- | ------------- | ----------------------- | ------------------ | ---- | ---- | ---- |
| 初騎乗・初勝利 | 2022年3月5日   | 1回阪神7日1R  | 3歳未勝利               | メイショウソウゲツ | 14頭 | 8    | 1着  |
| 重賞初騎乗     | 2022年7月3日   | 3回小倉2日11R | CBC賞                   | シホノレジーナ     | 17頭 | 14   | 14着 |
| 重賞初勝利     | 2023年3月25日  | 2回阪神1日11R | 毎日杯                  | シーズンリッチ     | 13頭 | 5    | 1着  |
| GI初騎乗       | 2022年12月18日 | 6回阪神6日11R | 朝日杯フューチュリティS | ウメムスビ         | 17頭 | 14   | 15着 |
| 最終騎乗       | 2024年7月28日  | 1回札幌4日11R | 3歳上2勝クラス          | タガノチョコラータ | 10頭 | 7    | 5着  |

### 主な騎乗馬
- シーズンリッチ（2023年毎日杯）